# أحمد بن محمد البجائي
أحمد بن محمد بن عبد لله البجائيّ التونسي، ويعرف بأبي العباس ابن كحيل. اشتغل بعلوم كثيرة، وقرأ الهندسة على ابن مرزوق، وتوفي قريب سنة 869 ه، كما في «الضوء اللامع» للسخاوي ولم يذكر أنّه كان متفرّغًا للهندسة، أو مشتهرًا بها.
احمد بن محمد بن عبد الله بن علي بن أبي الفتح بن أبي البركات محمد بن محمد بن علي بن أبي القسم بن حسن بن عبد القوي البجائي التونسي المالكي ويعرف بأبي العباس بن كحيل ولد في ربيع الأول سنة اثنتين وثمانمائة بتونس ونشأ بها فقرأ القرآن وتلا الفاتحة على أبي عبد الله محمد بن محمد بن مسافر العامري وقال أنه قرأ عليه المسلسل، وتلا بالسبع ويعقوب على أبي القسم بن أحمد البرزلي وأبي محمد عبد الله بن مسعود القرشي عرف بابن قرشية وأبي عبد الله الشقوري وأبي محمد القلاق في آخرين، وأعلى ما عنده في ذلك طريق الحرمين قرأ بها على أبي القسم بن ميمون المعروف بالفلاحي بينه وبين ابن وضاح ثلاثة أنفس وأخذ النحو عن أبي عبد الله الصنهاجي صاحب الجرومية بحيث عليه الجمل للزجاجي والمقرب لابن عصفور وغيرهما وأبي الحسن الأندلسي المعروف بسمعت بحث عليه ألفية ابن مالك وغيرها والمنطق وعلم الكلام عن أبي عبد الله محمد بن خلفة الآتي بالضم وآباء العباس العرجوني والبسيلي والشماع وعن الأخيرين والأبي وأبي العباس المدغري أصول الفقه وعن الصنهاجي وأبي القسم البرزلي والعبدوسي وأبي يوسف يعقوب الزعبي وأبي عبد الله محمد بن مرزوق العجيسي وغيرهم الفقه وعن الشماع والمرغدي وأبي الفضل بن الإمام وغيرهم المعاني والبيان كل ذلك بقراءته وعلم الهندسة حضورا وسماعا عن ابن مرزوق بل سمع في مجلسه غالب ما كان يقرأ عليه من علوم شتى وكذا على أبي القسم العقباني، وأما علم الوثائق والأحكام وما يتعلق بذلك فأخذه عن المعمر أبي عبد الله محمد بن محمد الأنصاري الخزرجي ويعرف بابن الحاج، وسمع الحديث على أبي زكريا يحيى بن منصور وأبي عبد الله بن مسافر وأبي القاسم الأندلسي والشريف أبي عبد الله التلمساني وسمع بحث ابن الصلاح على أبي محمد عبد الواحد العرياني ومن شيوخه أيضا أبو عبد الله السماد. أحمد بن محمد العمري، أحمد بن محمد الحرازي، أحمد بن محمد الخواص، أحمد بن محمد القلشاني، والقاضي أبو مهدي الغبريني وأبو بكر العبري وفي شيوخه كثرة ولقي شيخنا في سنة ست وأربعين وأنشده قوله :
قد فزتم بين الأنام وحزتم * رهن السباق بنشر فتح الباري
فالله يكلؤكم ويبقى مجدكم * ويحوطكم من أعين الأغيار
وصنف متنا في الفقه سماه المقدمات في مجلد لطيف وكتابا في الوثائق سماه الوثائق العصرية وفي التصوف سماه عون السائرين إلى الحق، ولقيته بالقاهرة في جامع الأزهر فكتبت عنه ما تقدم وغيره، وكان فاضلا مفوها طلق العبارة حسن المحاضرة بهي المنظر حسن الخبر والمخبر والغالب عليه التصوف والصلاح وقد ألزمه صاحب تونس في السنة المشار إليها أن يكون قاضي الركب وبلغنا أنه مات قريب سنة تسع وستين، وله أقارب علماء مصنفون رحمه الله وإيانا .